# Anthelephila schuelei
Anthelephila schuelei es una especie de coleóptero de la familia Anthicidae.

## Distribución geográfica
Habita en Zambia.